# Otto Brodeßer
Otto Brodeßer (* 15. November 1926 in Siegburg; † 25. Dezember 1996) war ein deutscher Jurist und Richter am Bundesgerichtshof.

## Leben
Brodeßer, der zuvor am Bundespatentgericht tätig war, wurde 1976 zum Richter am Bundesgerichtshof gewählt; er trat am 18. August 1976 in den X. Zivilsenat ein, dem er bis zu seinem Ausscheiden zum 31. Dezember 1990, zuletzt als stellvertretender Vorsitzender, angehörte. Im Dezember 1996 ist er verstorben.

## Veröffentlichungen
- Die Abwehr von Störungen bei Verletzung technischer Schutzrechte, Festschrift für Otto-Friedrich Frhr. v. Gamm, Köln u. a.: Carl Heymanns Verlag KG, 1990, S. 345
- Offenbarung und Beschränkung des Schutzbegehrens im Patentrecht, Festschrift für Rudolf Nirk zum 70. Geburtstag, München 1992: C. H. Beck, S. 85, ISBN 3-406-36773-9
- Die sogenannte „Aufgabe“ der Erfindung, ein unergiebiger Begriff, GRUR 1993, 185 (Festschrift für Karl Bruchhausen)